# Meyrin Fields
Meyrin Fields är Broken Bells första EP, utgiven på Columbia 2011. Skivan är deras första sedan debutalbumet Broken Bells (2010). "An Easy Life" var ursprungligen b-sida till singeln "The High Road" och "Meyrin Fields" till singeln "The Ghost Inside".

## Låtlista
Alla låtar är skrivna av James Mercer och Brian "Danger Mouse" Burton.
| Nr | Titel            | Längd |
| -- | ---------------- | ----- |
| 1. | Meyrin Fields    | 2:48  |
| 2. | Windows          | 3:13  |
| 3. | An Easy Life     | 2:57  |
| 4. | Heartless Empire | 2:45  |

## Mottagande
Meyrin Fields mottog mestadels positiva recensioner när den utkom och snittar på 65/100 på Metacritic.